# Effetto del fondatore

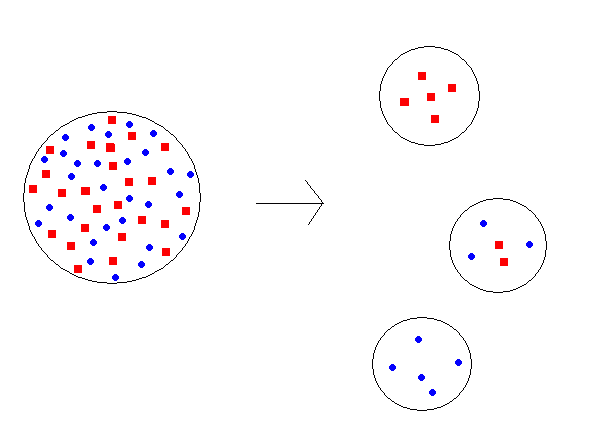
Illustrazione dell'effetto del fondatore. A sinistra, la popolazione originale, e a destra tre possibili popolazioni fondatrici.

L'effetto del fondatore è un processo che determina una perdita parziale della variabilità genetica in una popolazione che si è sviluppata a partire da un piccolo numero di individui appartenuti ad una più ampia, a seguito di un prolungato isolamento da quella di origine. 
Tra le conseguenze più visibili di tale fenomeno vi è l'incremento di malattie genetiche nella nuova popolazione. 
L'effetto fu descritto per la prima volta da Ernst Mayr nel 1963. 

## Descrizione
Il fenomeno deve il suo nome al fatto di essere osservato in quei casi in cui un piccolo sottogruppo di individui si stabilisce altrove e fonda una nuova popolazione, che rimane separata da quella di origine da un punto di vista geografico e isolata da un punto di vista genetico. Il pool genico di questa nuova entità separata è portatore solo di una piccola parte della variabilità genetica appartenuta al più ampio gruppo di passata appartenenza: il risultato è l'osservazione di maggiori incidenze di malattie nella nuova popolazione, con riguardo, soprattutto, a quelle legate a ereditarietà autosomica recessiva.
La nuova popolazione può differenziarsi sia geneticamente sia fenotipicamente. Questo fenomeno può determinare la fissazione di alleli rari, che all'inizio erano portati soltanto da uno o più individui, con l'effetto di far permanere tali alleli nella nuova popolazione formatasi.
In casi estremi si pensa che l'effetto fondatore possa portare alla speciazione e alla successiva evoluzione di nuove specie. La nuova popolazione è di norma molto poco numerosa: per questa ragione spesso mostra una maggiore sensibilità alla deriva genetica anche a causa della scarsa variabilità genetica, dovuta anche ai numerosi accoppiamenti fra consanguinei.

## Fondazione nella specie umana
Un'ipotesi formulata nell'ambito della genetica delle popolazioni teorizza che la popolazione umana sia giunta nel continente americano in una delle ultime glaciazioni, quando un gruppo di 40-60 individui colonizzatori provenienti dall'Asia attraversò a piedi lo Stretto di Bering, allora completamente ghiacciato. In tal caso si sarebbe dunque verificato un collo di bottiglia genetico.
L'effetto del fondatore può presentarsi in modo naturale quando alcune linee genetiche, in competizione con altre, scompaiono. Ciò significa che l'effettiva popolazione fondatrice consiste solo di coloro la cui traccia genetica è identificabile nelle popolazioni successive. Poiché nella riproduzione sessuata la ricombinazione genetica assicura che in ogni generazione solo metà del patrimonio genetico verrà rappresentata, alcuni filoni genetici possono sparire del tutto, anche se la progenie è numerosa. Uno studio ha concluso che degli individui migrati attraverso lo stretto di Bering alla fine dell'era glaciale, solo 70 hanno lasciato la propria traccia genetica nei discendenti moderni: una ristretta popolazione fondatrice effettiva. Ciò può essere facilmente male interpretato come indicazione che solo 70 persone giunsero in Nord America. I fraintendimenti dell'ipotesi di una "Eva mitocondriale" sono uno di questi casi: sarebbe difficile spiegare che la "Eva mitocondriale" non era l'unica donna dei suoi tempi.
L'ipotesi sarebbe rinforzata dal fatto che, prima di incontrare popolazioni provenienti dall'Europa, tra i nativi americani doveva essere probabile una schiacciante prevalenza del fattore Rh (tra il 99 e il 100%, al pari degli aborigeni australiani), e questo potrebbe essere dovuto proprio al fatto che i primi colonizzatori delle Americhe fossero anch'essi portatori del fattore Rh, fatto spiegabile con l'esiguità del numero di individui che avrebbero attraversato la Beringia per colonizzare il continente americano. Il processo della selezione naturale, che in caso di piccole popolazioni può avere effetti amplificati, può avere determinato il predominio di tale caratteristica genetica rispetto alle altre.